# Logistika prodaje i distribucije
Logistika prodaje i distribucije je dio mikrologistike koji se bavi svim radnjama u procesu kretanja i čuvanja robe od proizvođača do potrošača.

## Cilj
Poduzeti sve radnje da se naručena roba dostavi kupcu :
- u odgovarajućoj kvaliteti
- na pravo mjesto
- uz dogovoreni rok isporuke
- što ekonomičnije

## Zadaci
- kontrola i prijem gotovih proizvoda
- skladištenje gotovih proizvoda
- otprema gotovih proizvoda
- transport gotovih proizvoda
- odstranjivanje suvišnih i oštećenih materijala i otpadaka

## Sudionici prodaje i distribucije
1. Trgovinske organizacije
  - na veliko (grosisti)
  - na malo (detaljisti)
  - na veliko i malo (angrodetaljisti)
2. Komercijalni odjeli proizvođača
  - odjel nabave
  - odjel prodaje
3. Organizacije za trgovinske usluge
  - za pospješenje prodaje i distribucije → agencije, komisionari, špediterske organizacije, transportne organizacije i sl.
  - za osiguranje prodajnog mjesta → veletržnice, gradske tržnice, trgovački centri
  - tržišne institucije → burze, aukcije, sajmovi
4. Pomoćne institucije
  - banke
  - osiguravajući zavodi
  - instituti za tržišna istraživanja

## Kanal prodaje i distribucije

### Izbor kanala prodaje i distribucije
Na izbor kanala prodaje i distribucije utječu sljedeći čimbenici :
- obilježja proizvoda
- obilježja kupaca
- obilježja konkurencije
- obilježja proizvođača
- obilježja okoline u kojoj proizvođač djeluje

### Kreiranje kanala prodaje i distribucije
Koraci u kreiranju kanala prodaje i distribucije :
1. identifikacija posrednika koji dolaze u obzir kao kanali prodaje i distribucije
2. odluka o broju posrednika koji se žele koristiti
3. definiranje uvjeta i odgovornosti članica kanala
  - politika cijena
  - uvjeti prodaje
  - teritorijalna prava distributera
  - međusobne usluge i odgovornosti

## Planiranje logistike prodaje i distribucije
Uvjeti koji predstavljaju pretpostavke za kvalitetno i pravovremeno planiranje logistike prodaje i distribucije :
- istraženo prodajno tržište
- izvršena marketinška analiza za proteklo razdoblje
- formulirana dugoročna i kratkoročna politika logistike prodaje i distribucije

## Organizacija logistike prodaje i distribucije
Čimbenici organizacije logistike prodaje i distribucije :
1. Vanjski
  - poslovno okruženje
  - karakteristike tržišta
  - potrebe potrošača
  - zakonodavstvo
  - demografske karakteristike društva
2. Unutarnji
  - veličina poduzeća
  - proizvodni program
  - lokacija
  - raspoloživost i obrazovanost prodajnog osoblja
  - financijska snaga poduzeća
  - kanali prodaje i distribucije

## Kontrola
Svaka kontrola ima neki slijed, tj. početak i kraj. U logistici prodaje i distribucije kontrola ima sljedeći tijek :
- utvrđivanje ciljeva
- mjerenje izvršenja
- dijagnoza izvršenja
- korektivna akcija

### Vrste kontrola
1. kontrola godišnjeg plana
2. kontrola profitabilnosti
3. kontrola uspješnosti
4. strateška kontrola